# 北朝鮮の韓流弾圧
北朝鮮の韓流弾圧（きたちょうせんのはんりゅうだんあつ）では、朝鮮民主主義人民共和国において、政権が韓流（韓国文化）に対して行っている弾圧行為について述べる。

## 概要
朝鮮半島は分断されており、共産主義国家である北朝鮮と民主主義国家である大韓民国は非常に大きな溝ができており、朝鮮戦争に関して言うとすれば、停戦されているだけで未だ終戦にも至っていない。
このような溝から、北朝鮮は大韓民国こと韓国の文化、所謂韓流に対する弾圧を行ってきた。

## 歴史
金日成政権、金正日政権から、大韓民国に対する敵対的姿勢は顕著であったが、韓流文化に対する弾圧を行うようになったのは金正恩政権からである。
その基礎が固められたのが、金正恩政権の2020年頃である。2000年代以降には中国からUSBメモリーなどで持ち込まれた「愛の不時着」など韓流ドラマやその他南朝鮮の文化などが北朝鮮市民に伝わった。なぜこのような事態が発生したかというと、統治資金調達でチャンマダン（市場）経済が拡大したため、生活物資だけでなく様々な外部情報が流入したからである。
このような韓流文化は北朝鮮の若年層に韓国の自由的な考えの浸透をもたらし、権威主義的な政権や国を脅かすものである。そこで韓流文化の弾圧は厳しくなっていった。
2020年12月4日の最高人民会議常任委員会第14期第12回総会で、外部文化流入に対する締め付けを強化するため「反動思想文化排撃法」が採択された。この法の詳細は「反動思想文化排撃法」を参照してもらいたいのだが、簡単に言うと、韓国の映像物を流入・流布した場合、最高で死刑、視聴しただけでも最高懲役15年という刑罰が下されることになったわけである。また、これに対し政府は「反社会主義思想文化の流入、流布行為を徹底的に防ぎ、われわれの思想、われわれの精神、われわれの文化をしっかり守護し、思想陣地、革命陣地、階級陣地をさらに強化するにあたって、全ての機関、企業、団体と公民たちが必ず守らねばならない規則」とコメントしている。この法の下で市民の携帯電話のメッセージを抜き打ちでチェックされ、韓国で使われる略語やスラングの使用を当局が確認するケースも出てきている。
この法律を知った北朝鮮のある都市の学生1万人は違法動画視聴の事実を認め、警察当局に自首した。4月29日の韓国紙「国民日報」が伝えた。この学生のその後は明らかにされていない者の、処刑場では韓流の映像を見ることによって処刑されたというケースも増えているとされ、ジャーナリストは「当局としては法を強化し、見せしめとして違反者に処刑すれば、国民に恐怖心を植え付け抑止効果になるはず、と考えたのでしょうが、それを利用して、違反者からワイロを受け取り私腹を肥やす労働党関係者も少なくない。法律が強化されようが、その構図は全く変わっていません。結局、そのしわ寄せは、一般市民にむけられ、ますます監視社会、密告社会の色合いが濃くなってきているようです」という見解を示した。
その他にも、陽徳の温泉リゾート施設でも事件が発覚した。施設は2020年1月にオープンして直ぐに2019年コロナウイルスの流行で打撃を受け閉店し、職を失った従業員は韓流コンテンツの密売を行った。施設の案内管理員6人は、平壌と陽徳を結ぶ送迎バスを使って、韓流ドラマや映画のコンテンツを運び、地元住民に販売していたが、これが当局に発覚。逮捕者は最終的に26人にも上った。彼らはコンテンツの入手、運搬、販売を役割分担して行う「密売組織」として活動していたという。
2021年には北朝鮮政府は「傀儡どもの言葉を模したり真似たりするゴミどもを徹底的に掃討するための対策と関連した提議書」を配布。「青年たちの日常的な言語生活の中に、傀儡の言葉を模したり真似たりする現象が現れていることは、非常に深刻な国家的な問題、社会的な問題であると同時に、政治的に見ると我が党の展望とも関連する非常に重大な問題だ」と内部文書の中で金正恩の言葉を紹介している。またこれに付随して韓流の狙撃戦、追撃戦、捜索戦、掃討戦を指示している。この韓流の弾圧定義書の中には金日成・金正日主義青年同盟の中で外国帰りの人物や通常の学生までも監視の対象とし、韓国的な言葉を発した瞬間に反社会主義的として公開裁判や最悪処刑といった処罰の対象とすることを明記している。
2021年6月には韓国と当時大統領であった文在寅を冒涜するために作られたビラの束が北朝鮮内に大量に配られた。
2021年9月、最高人民会議第14期第5回会議で「青年教養保障法」が制定。5章・45条からなり、大まかな内容は「反動思想文化排撃法」と同じく韓流文化の排除・禁止であり、実質的に青年の韓流文化への接触の刑罰の強化となる。
2023年1月17、18日に開かれた最高人民会議（国会）では「平壌文化語保護法」が制定された。これは韓流の言葉を禁止する一種の言葉狩りのような法律である。例として肉親でない女性が年長の男性を「オッパ」（兄さん）と呼んだり、職位に「ニム」（様）を付けたりすることが、「傀儡式の呼び方を真似る行為」として禁じられた。それ以外でも韓国では北朝鮮では平壌方言を中心にした公用語「文化語」が使われるのに対し、韓国で使われるソウル方言を基にした「標準語」は、処罰の対象となる。朝鮮中央通信によると、今回の法律は「言語生活の領域で非規範的な言語要素を排撃し、平壌文化語を保護して積極的に生かしていくことに関する朝鮮労働党の構想と意図を徹底的に実現する」ために制定されたという。韓流表現の取り締まりを徹底していくという意思が感じられる。
そして、2023年3月、上記3法に違反したとして全国で摘発された人々がその家族らと共に、最も過酷な環境で一度入ったら生きて出て来られないと言われる政治犯収容所「价川第14号管理所」（平安南道）に大量収容されたことが判明した。
しかし、これらの政策が必ずしも成功するとは言えない。前述したように韓流文化は北朝鮮の裏社会において流行し、青年らの韓流に対する興味は絶えることがなかったのである。そこで2024年4月頃から「自首キャンペーン」なるものを北朝鮮は実施。韓国ドラマを見たり、流布したりしても「正直に告白すれば許す」というもので、「いつ、どこで、誰から、誰と一緒に」を正確に話す必要がある。4月30日時点ですでに100人以上が自首しており、効果はかなり大きかった。しかし、実際に告白すれば許すかは明らかではなく、担当者の裁量次第で一転して処罰となることもあり得る（中国は百花斉放百家争鳴の名の下で批判が許されたが、その後すぐ反右派闘争で批判した者は処罰された）。